# Beana terminigera
Beana terminigera är en fjärilsart som beskrevs av Walker 1858. Beana terminigera ingår i släktet Beana och familjen trågspinnare. Inga underarter finns listade i Catalogue of Life.